# Pété-Hadjé
Pété-Hadjé, parfois dénommé Petadji, est une localité située dans le département de Diguel dans la province du Soum de la région Sahel au Burkina Faso.

## Géographie
Pété-Hadjé est situé à 3 km au nord de Kénou, à 7 km au sud-ouest de Diguel, le chef-lieu du département, et à 60 km au nord-ouest de Djibo. Le village est à 5 km à l'est de la frontière malienne et à 6 km au sud-ouest de la route nationale 22 reliant Djibo à Diguel puis allant vers le Mali.

## Histoire
Pété-Hadjé est érigé en village indépendant administrativement de Kénou vers 2005.

## Santé et éducation
Le centre de soins le plus proche de Pété-Hadjé est le centre de santé et de promotion sociale (CSPS) de Diguel tandis que le centre médical avec antenne chirurgicale (CMA) se trouve à Djibo.
Le village possède une école primaire publique.